# Kalashnikov TG1
Kalashnikov TG1 — гладкоствольное самозарядное ружьё. Построено на базе модели МР-155. Предназначено для учебно-тренировочной стрельбы, охраны правопорядка и защиты дома.

## Конструкция
- Канал ствола и патронник хромированы
- Питание патронами осуществляется из отъёмных коробчатых магазинов
- Автоматическая затворная задержка
- Приклад с пистолетной рукояткой и цевьё выполнены из ударопрочного пластика
- На ствольной коробке выполнена планка Пикатинни, на которую ставится съемная рукоятка для переноски со встроенным целиком механического прицела
- Приклад фиксированный